# Bahnhof Kariya
Der Bahnhof Kariya (jap. 刈谷駅, Kariya-eki) ist ein Bahnhof auf der japanischen Insel Honshū. Er wird gemeinsam von den Bahngesellschaften JR Central und Meitetsu (Nagoya Tetsudō) betrieben und befindet sich in der Präfektur Aichi auf dem Gebiet der Stadt Kariya.

## Verbindungen
Kariya ist ein Anschlussbahnhof an der Tōkaidō-Hauptlinie, einer der bedeutendsten Bahnstrecken Japans, die Kōbe mit Osaka, Nagoya und Tokio verbindet. Im Umland von Nagoya werden die Züge von der Bahngesellschaft JR Central betrieben. Zusätzlich bedient wird der Bahnhof von der Meitetsu Mikawa-Linie der Bahngesellschaft Meitetsu, die im Osten der Präfektur Aichi von Toyota nach Hekinan führt.
An Werktagen verkehren auf der Tōkaidō-Hauptlinie tagsüber sechs bis acht Züge je Stunde, während der Hauptverkehrszeit bis zu elf. Es gibt vier Gattungen von Eilzügen. Allen gemeinsam ist, dass zwischen Toyohashi und Gifu die Anzahl der Halte variiert (zwischen Gifu und Maibara halten die Züge hingegen an allen Bahnhöfen). Ihre Bezeichnungen lauten „Special Rapid“ (特別快速, Tokubetsu kaisoku), „New Rapid“ (新快速, Shin kaisoku), „Rapid“ (快速, Kaisoku) und „Semi Rapid“ (区間快速, Kukan kaisoku). Hinzu kommen Lokalzüge mit Halt an allen Bahnhöfen zwischen Gifu und Toyohashi, wobei etwa die Hälfte ab und bis Okazaki verkehren. Auf der Meitetsu Mikawa-Linie verkehren Lokalzüge im Viertelstundentakt von Hekinan über Kariya nach Chiryū; dort bestehen Anschlüsse an Schnell- und Eilzüge nach Meitetsu Nagoya und Toyohashi.
Sowohl vor dem Nord- als auch dem Südeingang befinden sich Bushaltestellen, die jeweils von mehreren Linien der Gesellschaft Meitetsu Bus und des städtischen Verkehrsbetriebs bedient werden.

## Anlage
Der Bahnhof steht an der Grenze zwischen den Stadtteilen Sakuramachi im Norden, Minamisakuramachi im Südwesten und Wakamatsuchō im Südosten. Die Gegend rund um den Bahnhof ist von Geschäfts- und Bürovierteln geprägt, während sich im Südosten ein Wohngebiet erstreckt. In der Nähe befinden sich unter anderem ein Kongresszentrum, die Hauptsitze der Automobilzulieferer Aisin, Denso und JTEKT, das Akariya-Hochhaus, das städtische Kunstmuseum und das Rathaus.
Die Anlage ist annähernd von Westen nach Osten ausgerichtet und umfasst acht Gleise, von denen sechs dem Personenverkehr und zwei zum Abstellen von Zügen dienen. An der Nordseite liegen die Streckengleise von JR Central an zwei teilweise überdachten Mittelbahnsteigen, an der Südseite jene der Meitetsu an einem wesentlich kürzeren Mittelbahnsteig, der jedoch vollständig überdacht ist. Zwar liegen die Streckengleise der Tōkaidō-Hauptlinie und der Meitetsu Mikawa-Linie unmittelbar nebeneinander, es besteht jedoch keine Gleisverbindung zwischen ihnen. Der Zugang zu den Bahnsteigen erfolgt vom Westen her über eine breite gedeckte Fußgängerpassage, die sich über die gesamte Anlage spannt, die beiden Bahnhofsvorplätze überquert und im Süden zum Teil auch Nebenstraßen miteinbezieht. Beide Bahngesellschaften verfügen über je ein eigenes Empfangsgebäude, die ebenfalls mit der Fußgängerpassage verbunden sind.
Im Fiskaljahr 2019 nutzten durchschnittlich 65.183 Fahrgäste täglich den Bahnhof. Davon entfielen 36.528 auf JR Central und 28.655 auf die Meitetsu.

## Bilder

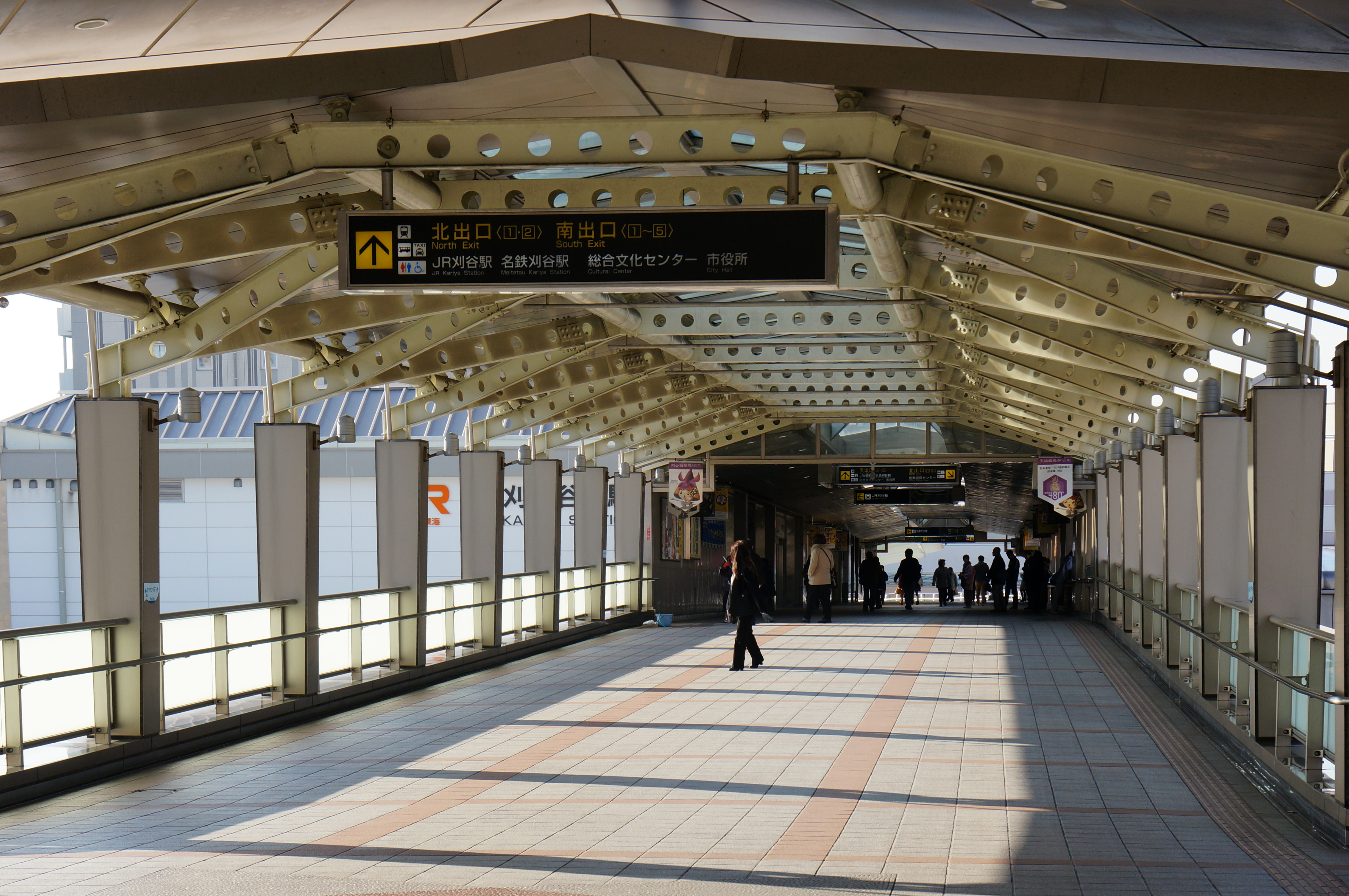
Fußgängerpassage
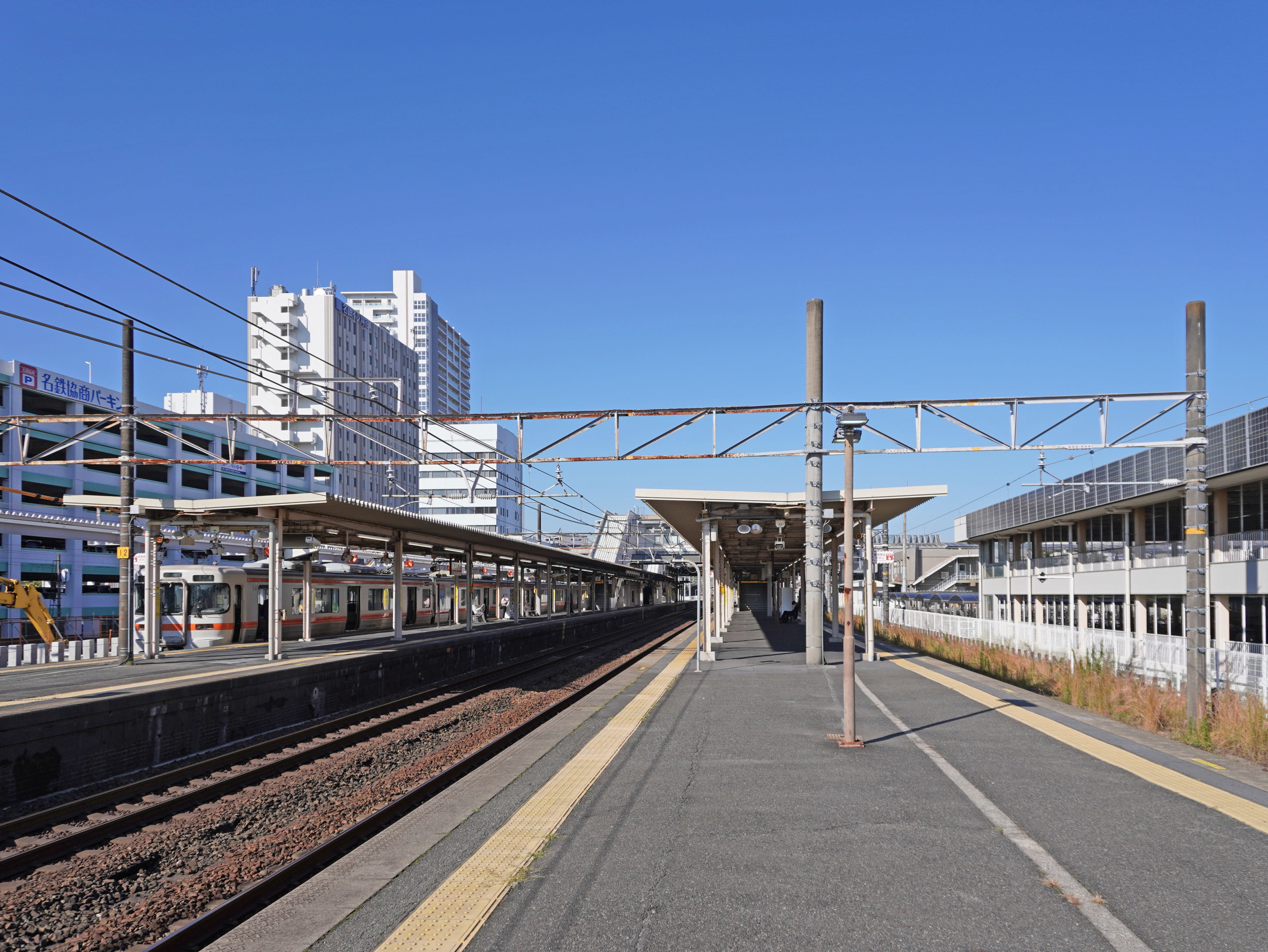
Bahnsteige von JR Central
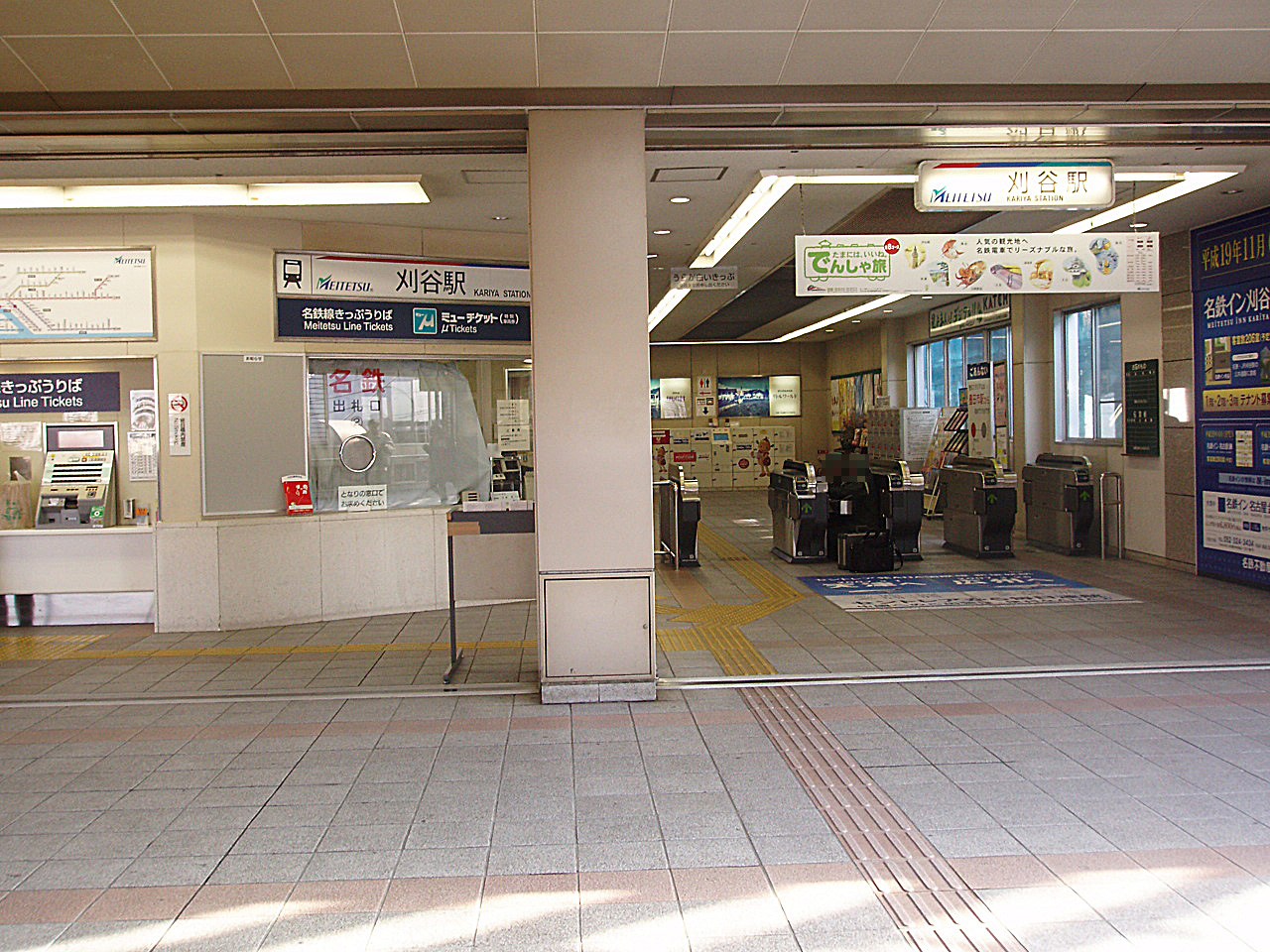
Meitetsu-Bahnsteigsperren
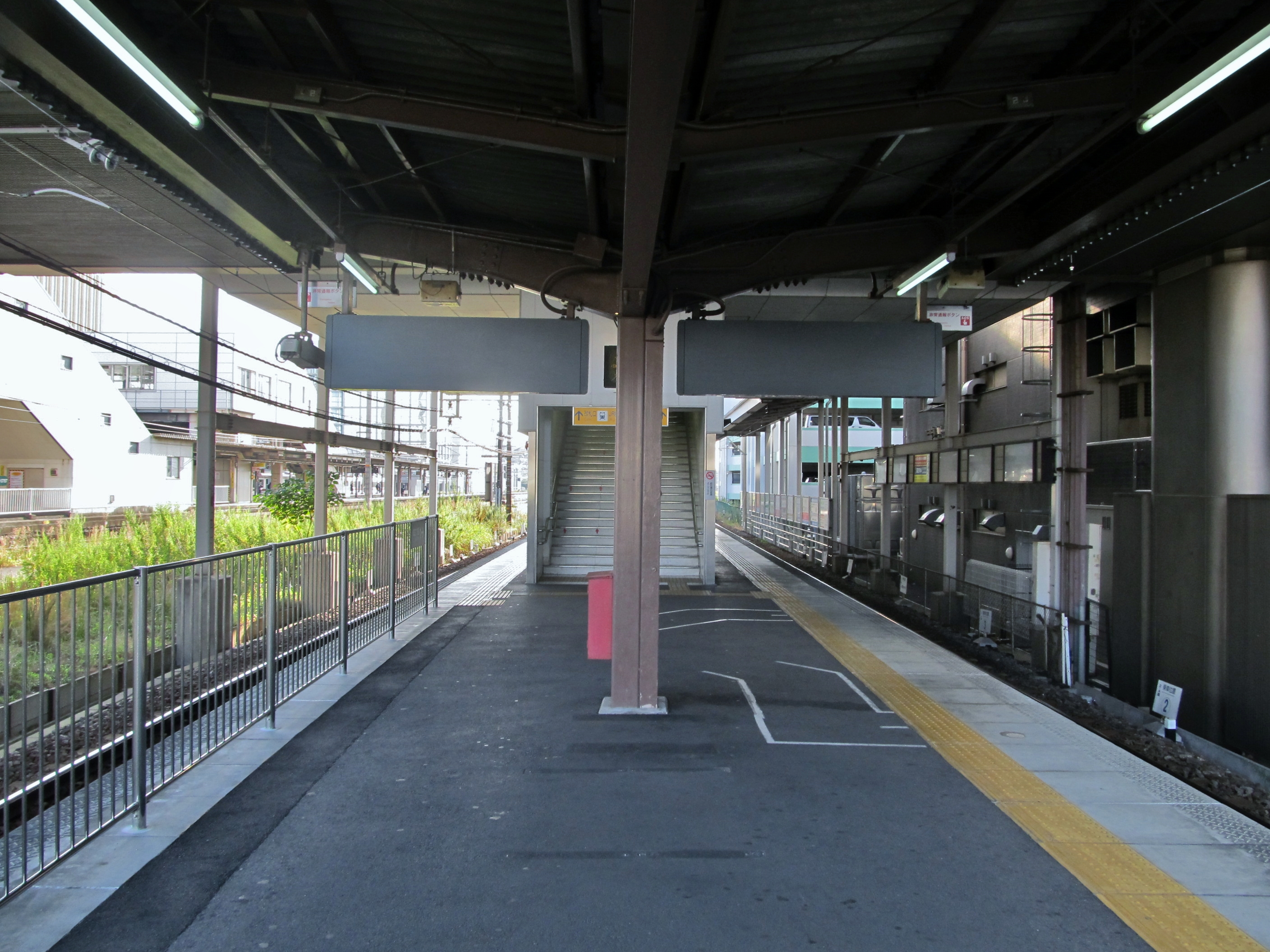
Meitetsu-Bahnsteig
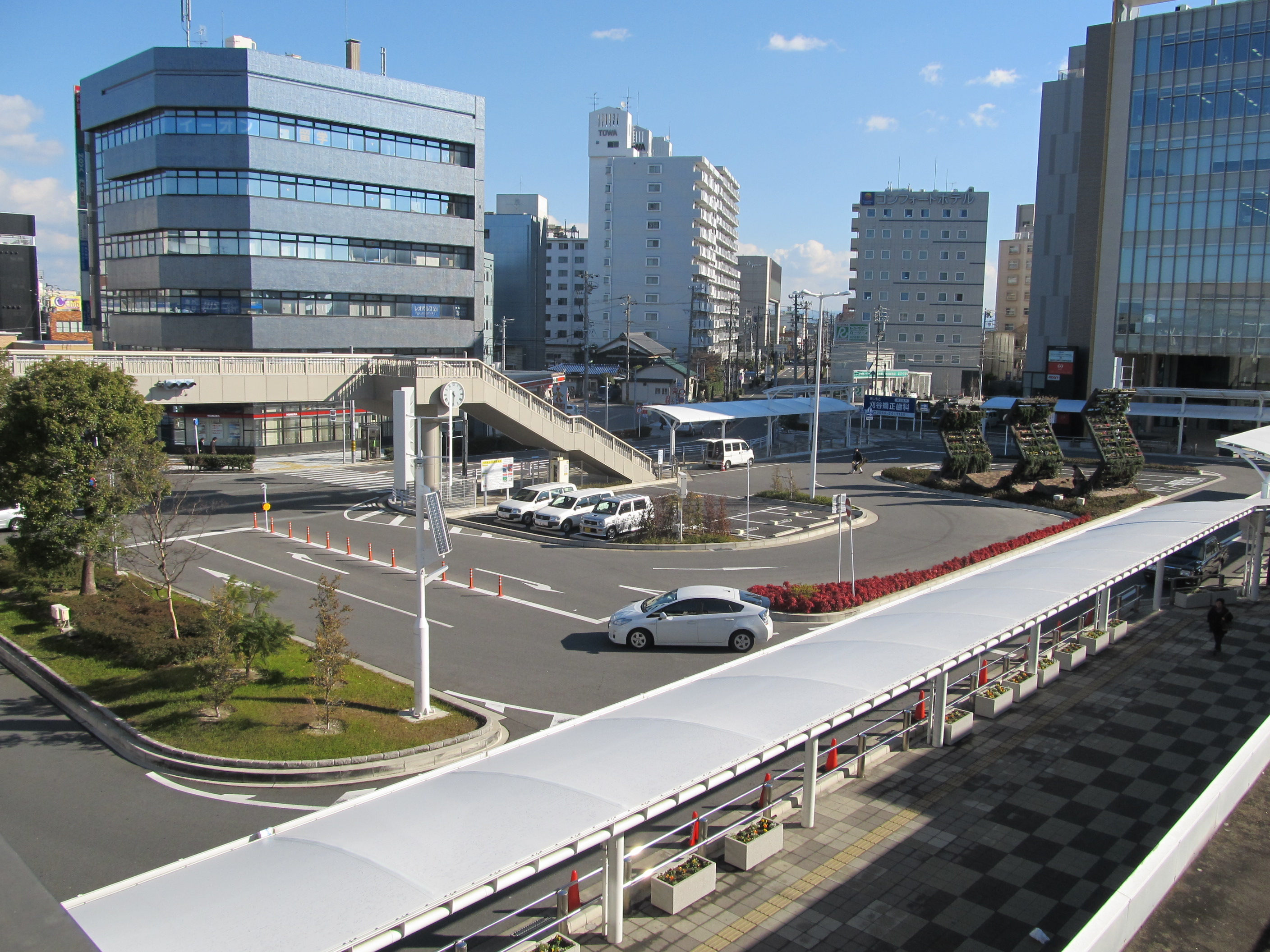
Nördlicher Bahnhofsvorplatz
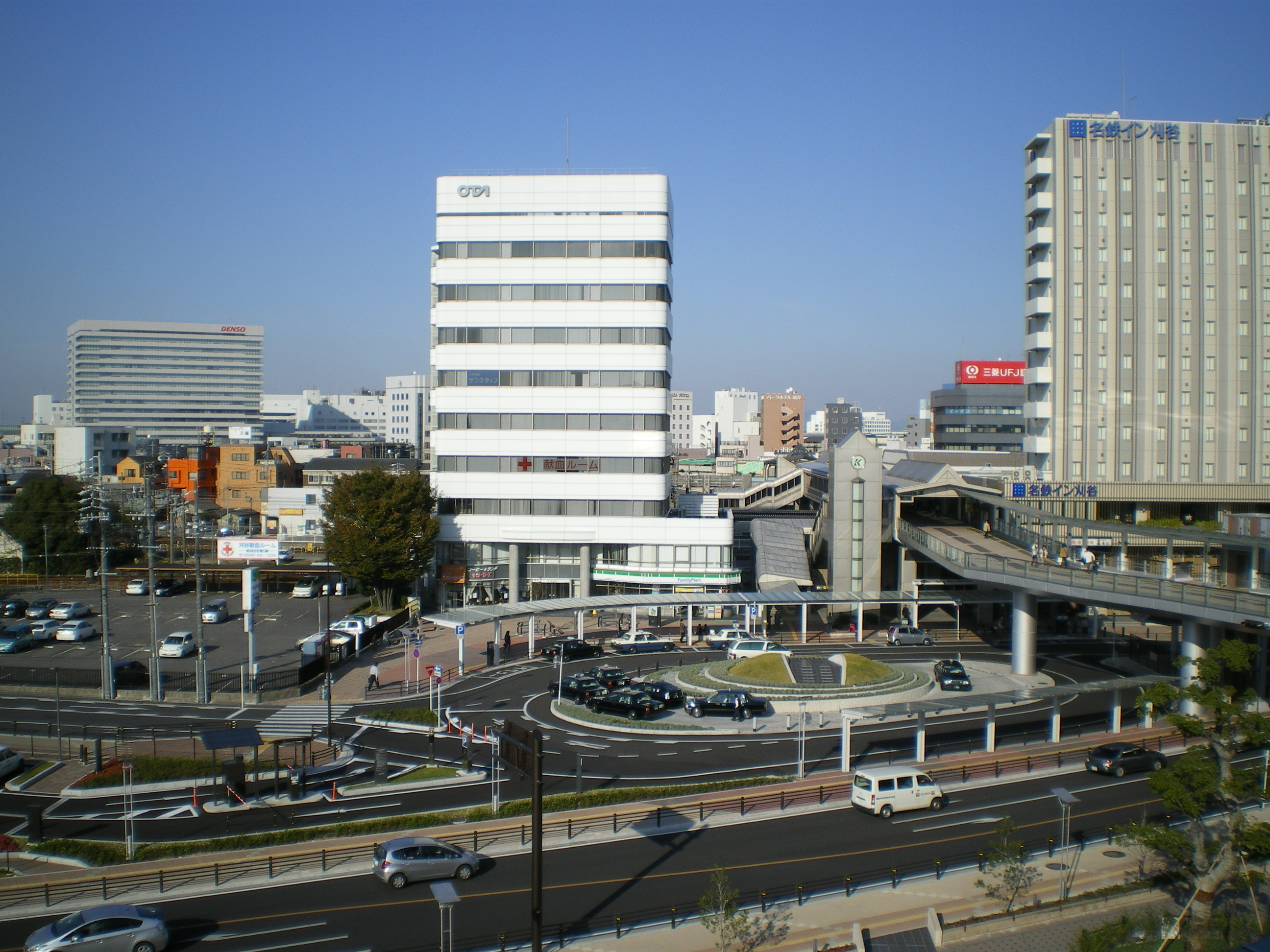
Südlicher Bahnhofsvorplatz
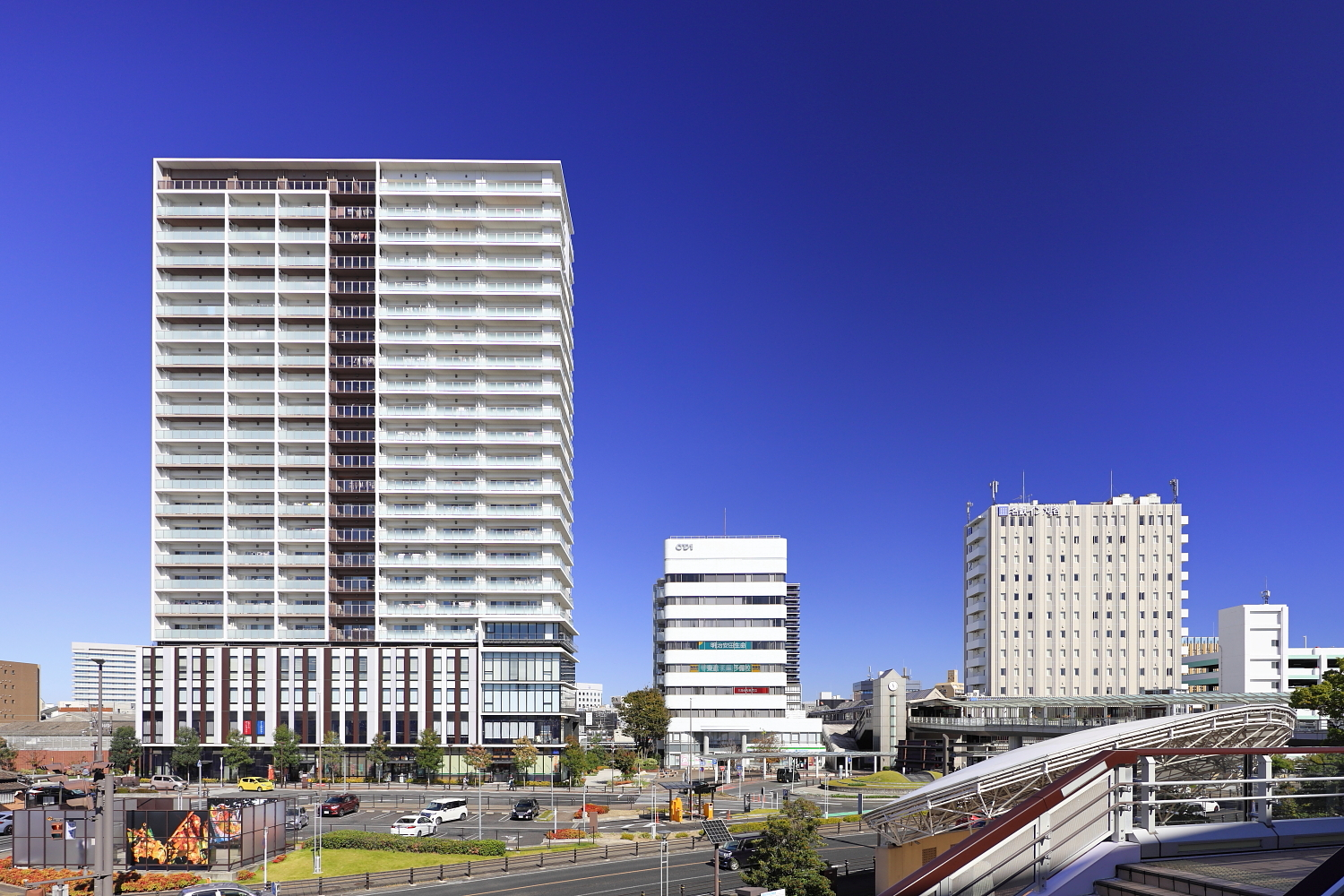
Blick auf den Bahnhofsplatz vor dem Südausgang des Bahnhofs Kariya (November 2022)

## Gleise

Gleisplan
(rot = Meitetsu, schwarz = JR)

JR Central:
| 1/2 | ▉ Tōkaidō-Hauptlinie | Okazaki • Toyohashi                |
| 3/4 | ▉ Tōkaidō-Hauptlinie | Kanayama • Nagoya • Gifu • Maibara |

Meitetsu:
| 1 | ▉ Meitetsu Mikawa-Linie | Chiryū  |
| 2 | ▉ Meitetsu Mikawa-Linie | Hekinan |

## Linien
| Verlauf der Tōkaidō-Hauptlinie (Toyohashi–Maibara) |
| --- |
| Toyohashi • Nishi-Kozakai • Aichi-Mito • Mikawa-Ōtsuka • Mikawa-Miya • Gamagōri • Mikawa-Shiotsu • Sangane • Kōda • Aimi • Okazaki • Nishi-Okazaki • Anjō • Mikawa-Anjō • Higashi-Kariya • Noda-Shinmachi • Kariya • Aizuma • Ōbu • Kyōwa • Minami-Ōdaka • Ōdaka • Kasadera • Atsuta • Kanayama • Otōbashi • Nagoya • Biwajima • Kiyosu • Inazawa • Owari-Ichinomiya • Kisogawa • Gifu • Nishi-Gifu • Hozumi • Ōgaki • Tarui • Sekigahara • Kashiwabara • Ōmi-Nagoka • Samegai • Maibara |

| Verlauf der Meitetsu Mikawa-Linie |
| --- |
| Sanage • Hiratobashi • Koshido • Umetsubo • Toyotashi • Uwa Goromo • Tsuchihashi • Takemura • Wakabayashi • Mikawa Yatsuhashi • Mikawa Chiryū • Chiryū • Shigehara • Kariya • Kariyashi • Ogakie • Yoshihama • Mikawa Takahama • Takahama-minato • Kita-Shinkawa • Shinkawa-machi • Hekinan-chūō • Hekinan |

## Geschichte
Im März 1886 beschloss die japanische Regierung, die letzte bestehende Lücke der Tōkaidō-Hauptlinie nicht wie ursprünglich geplant im Landesinneren entlang dem Nakasendō zu schließen, sondern in Küstennähe. Entsprechende Vermessungsarbeiten südöstlich von Nagoya fanden im darauf folgenden August statt. Im September 1887 wandten sich die Dörfer Shimoshigehara, Takasu und Hajōdo an den Gouverneur der Präfektur Aichi und baten um die Errichtung eines Bahnhofs. Der Antrag war erfolgreich, denn am 1. September 1888 eröffnete die staatliche Eisenbahn zusammen mit der Teilstrecke Ōbu–Toyohashi–Hamamatsu auch den Bahnhof Kariya. Das Gebiet war damals sehr dünn besiedelt und das Zentrum der namensgebenden Stadt Kariya lag fast zwei Kilometer entfernt. Im Rahmen einer Kampagne zur Attraktivitätssteigerung konnten jedoch Lagerhausbetreiber und Gastwirte dazu bewogen werden, sich beim Bahnhof anzusiedeln. Im November 1895 kamen Gleisanschlüsse für den Güterverkehr hinzu und 1908 wurde die Tōkaidō-Hauptlinie zwischen Ōbu und Anjō zweigleisig ausgebaut.

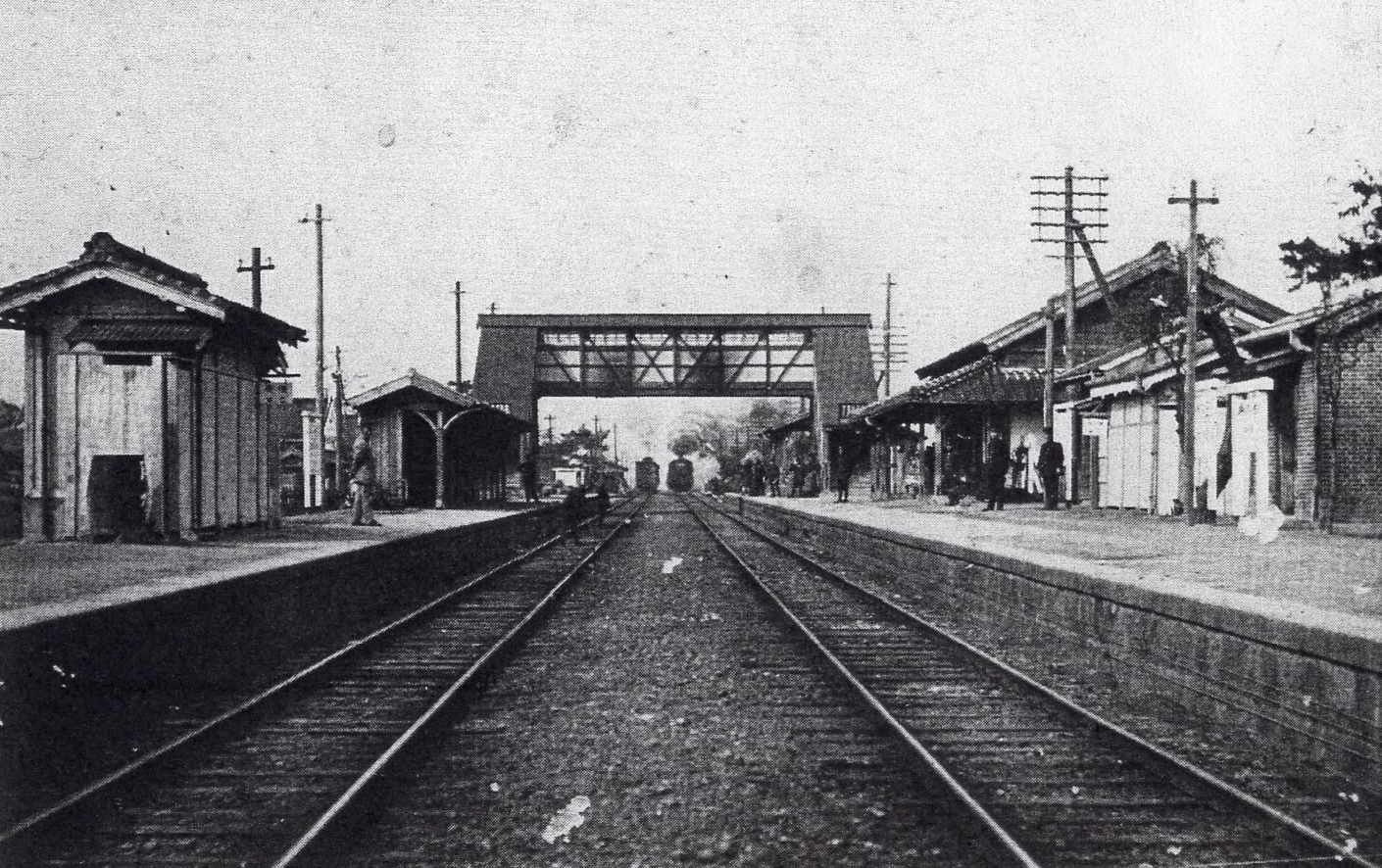
Bahnhof Kariya (1921)

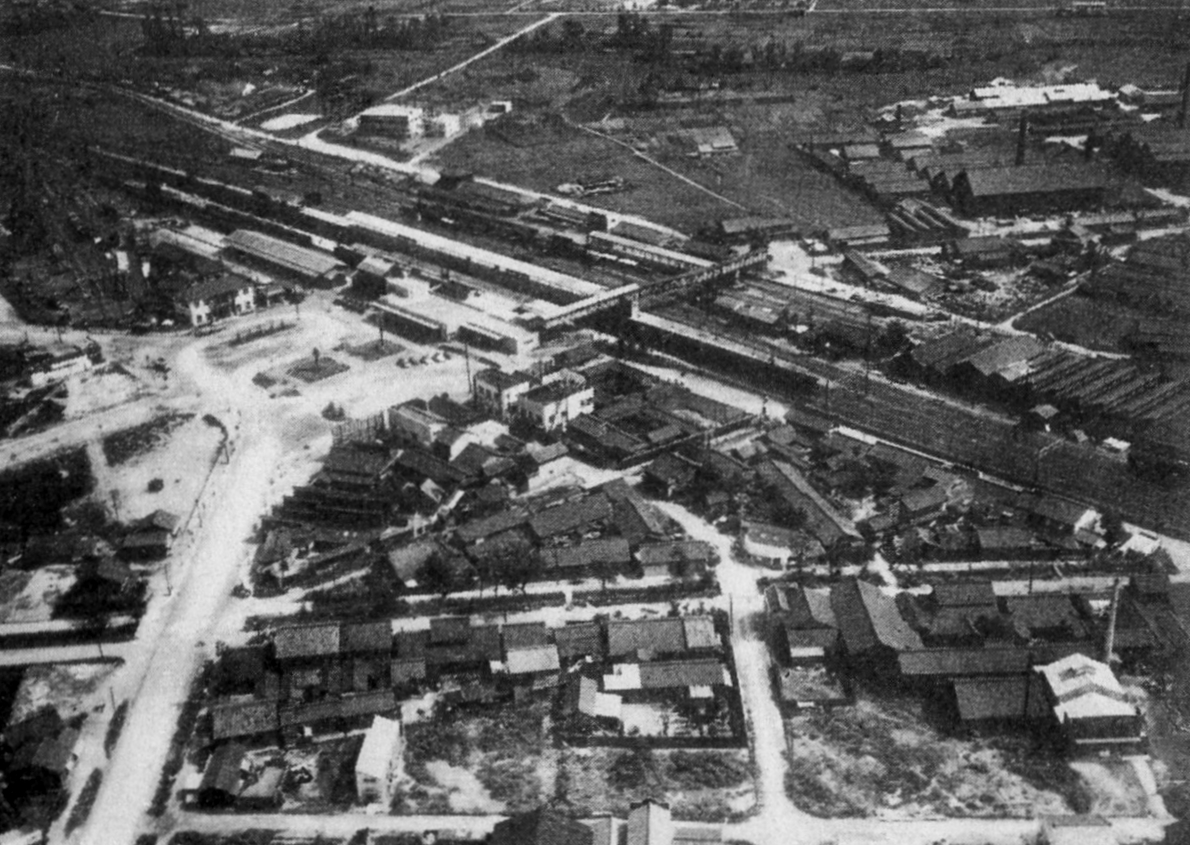
Luftansicht (1955)

Die Eröffnung des Bahnhofs Anjō im Jahr 1891 hatte zur Folge, dass die südlich von Kariya produzierten dorthin flossen. Um diese Entwicklung in andere Bahnen zu lenken, war der Bau einer dampfbetriebenen Kleinbahn geplant, die Ōhama mit Kariya und Chiryū verbinden sollte. Eine entsprechende Baugenehmigung wurde im Juli 1911 erteilt. Nach rund einjähriger Bauzeit nahm die Mikawa Tetsudō am 5. Februar 1914 den ersten Abschnitt der später so bezeichneten Mikawa-Linie von Kariya nach Ōhamakō (heute Bahnhof Hekinan) in Betrieb. Die Eröffnung des Abschnitts zwischen Kariya und dem Bahnhof Chiryū (heute Mikawa Chiryū) folgte am 28. Oktober 1915. Die Umstellung der Mikawa-Bahn auf elektrischen Betrieb erfolgte am 5. Februar 1926, wobei zu diesem Zweck zuvor ein Unterwerk in der Nähe errichtet worden war. Mit diesen Arbeiten verbunden war auch eine Verlegung des Mikawa-Bahnhofs um rund hundert Meter nach Süden und dessen Integration in den Staatsbahnhof; dieses Projekt war am 10. November 1927 abgeschlossen.
Da die Mikawa-Bahn der Stadt Kariya einen Verkehrsvorteil verschafft hatte, begannen sich ab 1917 auch Industriebetriebe in Bahnhofsnähe anzusiedeln, angelockt durch tiefe Grundstückspreise und eine aktive Wirtschaftsförderung der Stadtbehörden. Zu den ersten Unternehmen gehörte der Textilmaschinenhersteller Toyota Boshoku, einer der Vorgänger der Toyota Motor Corporation. 1941 ging der Mikawa-Teil des Bahnhofs in den Besitz der Meitetsu über, ab 1949 war die Japanische Staatsbahn für den anderen Teil verantwortlich. Letztere elektrifizierte am 21. Juli 1953 den Abschnitt Nagoya–Hamamatsu der Tōkaidō-Hauptlinie, womit die Dampflokära in Kariya zu Ende ging. Im Hinblick auf diese Umstellung war auch ein neues zweigeschossiges Empfangsgebäude errichtet worden, das am 5. Mai 1953 feierlich eröffnet wurde. Bis 1959 kamen weitere Verbesserungen hinzu, darunter die Vergrößerung des Bahnhofsvorplatzes, die Erweiterung und Verlängerung der Bahnsteige sowie der Bau einer Fußgängerbrücke zwischen beiden Teilen des Bahnhofs.
Nach über fünf Jahre dauernden Verhandlungen einigten sich die Meitetsu und die Stadtbehörden im Januar 1976 darauf, den 1,85 km langen Abschnitt der Mikawa-Linie zwischen den Bahnhöfen Kariya und Kariyashi auf einen Viadukt zu verlegen und 1,5 km davon zweigleisig auszubauen. Die Umsetzung dieses Projekts begann im September 1978 und war am 14. Dezember 1980 abgeschlossen. Aus Rationalisierungsgründen stellte die Meitetsu am 1. Januar 1984 den Güterumschlag, die Staatsbahn vollzog am 20. Januar 1986 dieselbe Maßnahme. Im Rahmen der Staatsbahnprivatisierung ging deren Bahnhofteil am 1. April 1987 in den Besitz der neuen Gesellschaft JR Central über. Ab 25. Januar 1989 stand eine neue Nord-Süd-Fußgängerbrücke zur Verfügung, die mehr als doppelt so breit ist wie sein Vorgänger. Für 2025/26 plant JR Central die Installation von Bahnsteigtüren an den Gleisen der Tōkaidō-Hauptlinie.